# Torsten Jovinge
Per Torsten Jovinge, född 17 juli 1898 i Maria Magdalena församling, Stockholm, Stockholms län, död 20 juli 1936 i Sevilla i Spanien, var en svensk målare och tecknare, i huvudsak verksam inom purismen.

## Biografi
Han var son till kamreren Per Edvard Jovinge och Anna Birgitta Pettersson och från 1926 gift med Stella Falkner. Han var far till Marika Jovinge-Edenfalk och Lena (1928–2011), gift med Hans Palmstierna. Efter avlagd studentexamen i Stockholm studerade Jovinge vid Althins målarskola och vid Stockholms högskola innan han fortsatte sina konststudier vid Wilhelmsons målarskola i Stockholm 1923–1926, därefter studerade han för André Lhote i Paris 1925. Under sin Paristid fängslades han av Amédée Ozenfant, Le Corbusier och Fernand Légers postkubistiska måleri. Han besökte även Sydfrankrike 1927 och vistades 1933–1935 huvudsakligen i Köpenhamn och Båstad. Han reste till Marocko 1936 och under ett uppehåll i Sevilla mördades han på sitt hotellrum under massakrerna vid det spanska inbördeskriget. Den officiella dödsorsaken i Spanien var självmord. Enligt dottern Marika Jovinges biografi över honom och tidningsartiklar från tiden blev han mördad. 
Separat ställde han ut på Josefsons konsthall i Stockholm 1933 och han medverkade i Sveriges allmänna konstförenings utställning på Liljevalchs konsthall. Minnesutställningar med hans konst har visats på Konstnärshuset i Stockholm och Göteborgs konsthall, han var representerad vid Riksförbundet för bildande konsts vandringsutställning Staden 1952. Hans konst består av landskap med motiv från Sverige och Spanien, samt stadsmotiv från det nya Stockholm och arkitekturmotiv från funktionalismens Stockholm med geometriskt renodlade former och i kalla färger. Jovinge är representerad vid Norrköpings konstmuseum, Moderna museet och Stockholms stadsmuseum i Stockholm samt vid Göteborgs konstmuseum.

## Bilder (verk i urval)

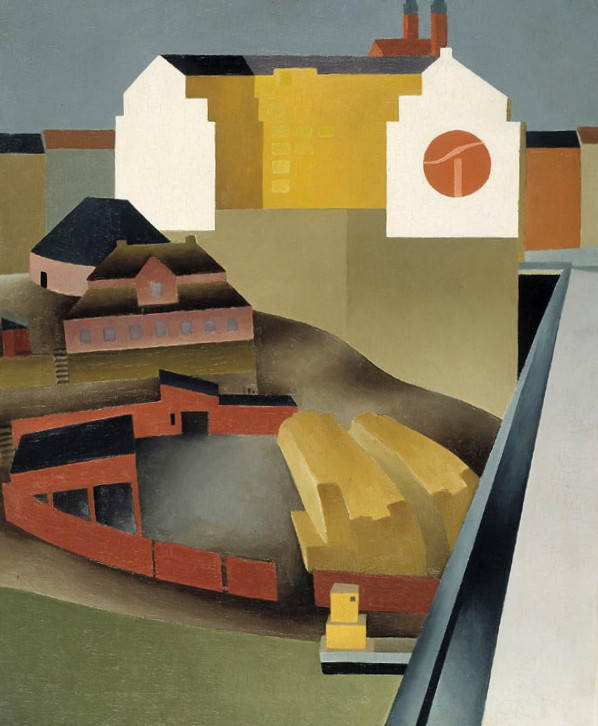
Utsikt från Liljeholmsbron
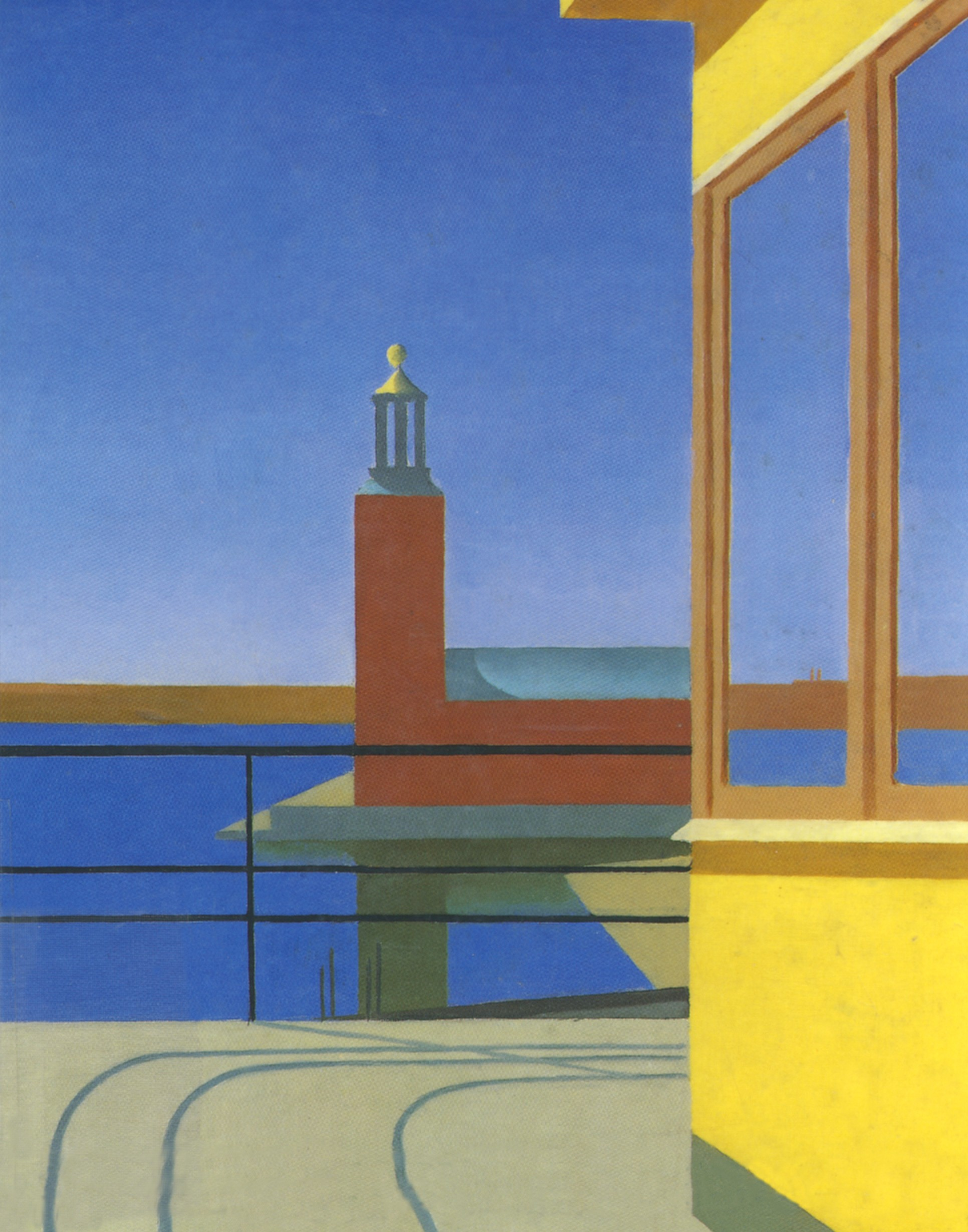
Från Centralpalatset
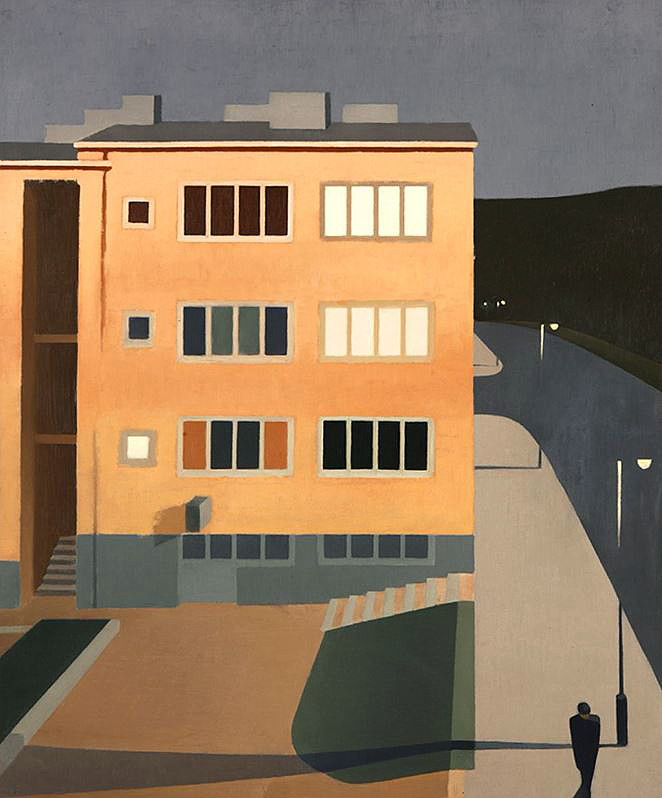
Från Eriksdal
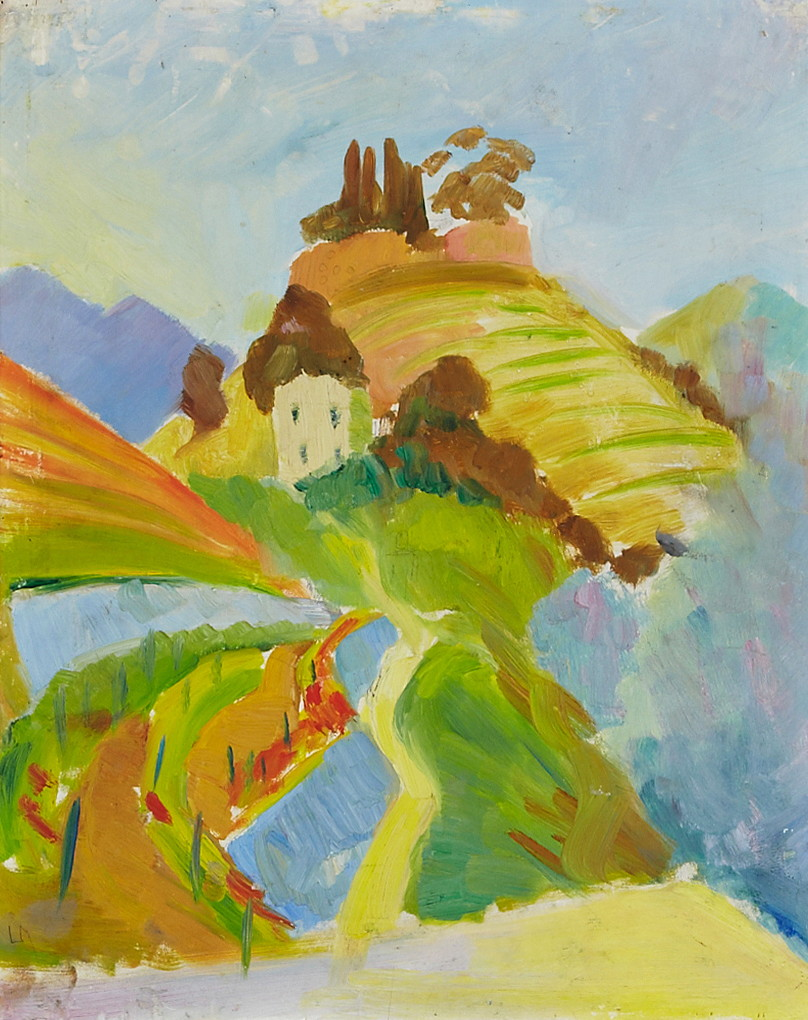
Alplandskap